# 赵乐群
赵乐群，中华人民共和国政治人物。担任桂西壮族自治区协商委员会副秘书长。1954年，当选第一届全国人民代表大会代表。